# Kanton Reyrieux
Kanton Reyrieux (fr. Canton de Reyrieux) byl francouzský kanton v departementu Ain v regionu Rhône-Alpes. Skládal se ze 13 obcí. Zrušen byl po reformě kantonů 2014.

## Obce kantonu
- Ars-sur-Formans
- Civrieux
- Massieux
- Mionnay
- Misérieux
- Parcieux
- Rancé
- Reyrieux
- Saint-André-de-Corcy
- Saint-Jean-de-Thurigneux
- Sainte-Euphémie
- Toussieux
- Tramoyes